# Осам милиметара (филм)
Осам милиметара (енгл. 8mm) је амерички трилер филм режисера Џоела Шумакера из 1999.. У главним улогама су Николас Кејџ, Хоакин Финикс, Џејмс Гандолфини и Петер Стормаре. То је драматична прича о човеку који је опседнут истрагом шест година старог злочина, која ће га на крају довести до истине о њему самом.

## Радња
Том Велс (Николас Кејџ) је приватни детектив који обично ради за људе из високог друштва као што су социјалисти и политичари. Он живи неузбудљивим али углавном срећним животом са супругом Ејми (Кетрин Кинер) и кћерком Синди и његов обично безопасан посао захтева да прати прељубнике.
Једног дана Тома контактира Данијел Лонгдејл (Ентони Хилд), адвокат богате удовице Кришчен чији муж је недавно умро. Док су прегледали сеф њеног мужа, она и Лонгдејл су пронашли један филм снимљен на траци од осам милиметара који приказује нешто што изгледа као брутално убиство тинејџерке од стране огромног човека са маском на лицу. Том верује да је филм, иако страшан, лажан, али госпођа Кришчен жели да он то потврди са сигурношћу.
Пошто је прегледао досијеа несталих особа, Том открива да се девојка зове Мери Ен Мефјуз (Џејми Пауел). Он посећује дом њене умно поремећене мајке Џенет (Ејми Мортон) и пошто је претражио кућу проналази скривени дневник Мери Ен, у којем она објашњава да је побегла у Холивуд да постане филмска звезда.
Пре него што полази, он пита госпођу Метјуз шта би изабрала: ако би могла да настави да мисли да Мери Ен живи срећним животом, али да не зна за сигурно или ако би морала да зна истину иако би то била најгора могућа ствар. Госпођа Метјуз одговара да би морала да зна истину.
Наоружан овим информацијама, Том лети у Холивуд, где уз помоћ локалца Макса Калифорније (Хоакин Финикс) улази у илегални свет порнографије, покушавајући да открије ко је снимио филм. Упознавање са одвратним „ловцем на таленте“ по имену Еди Пол (Џејмс Гандолфини) одводи Тома и Макса до сумњивог филмског редитеља по имену Дино Велвет (Петер Стормаре), у чијим насилним порнографским филмовима игра човек са маском по имену „Машина“ (Крис Бауер) који је идентичан човеку на филму из сефа господина Кришчен.
У нади да ће разоткрити Велвета и Машину, Том се представља да је клијент који је заинтересован да наручи оригинални филм са везивањем који ће режирати Велвет и у коме ће глумити Машина. Велвет пристаје и уговара да се он и Машина сретну са Томом у напуштеном складишту у Њујорку. На састанку се Машина међутим окреће против њега и разоружава Тома, онда се изненада појављује Лонгдејл и објашњава да га је господин Кришчен унајмио да набави филм. Лонгдејл такође открива да је унапред обавестио Велвета да би Том могао да дође да га тражи. Том напокон схвата да је филм био аутентичан.
Велвет и Машина онда формирају савез и претуку Макса Калифорнију кога су отели да би натерали Тома да им донесе филм. Пошто Том донесе филм, они га спале и убију Макса. Спремају се да и убију Тома када им он каже да је сазнао од Госпође Кришчен да је њен муж платио 1.000.000 долара за филм. Изгледа да су Велвет, Пол и Машина добили знатно мање новца, и по томе изгледа да је Лонгдејл узео највише новца за себе. Настаје туча и Велвет и Лонгдејл гину, а док они не гледају Том бежи пошто је ранио Машину.
Пошто је побегао, Том обавештава госпођу Кришчен преко телефона да је филм био стваран и да је Лонгдејл био умешан. Он каже да морају отићи у полицију и госпођа Кришчен се слаже да се сретну, али када стиже на имање Кришченових вратар му каже да се Госпођице Кришчен убила пошто је чула вести. Оставила је један коверат за породицу мртве девојке и један за Тома у коме је остатак новца и порука која гласи: „Покушај да нас заборавиш." Пошто је филм уништен и нема више сведока, Том одлучује да нађе последњу особу укључену у овај догађај - себе, говорећи: „Нема више никог да заврши ово осим мене."
Он налази Пола и одводи га на локацију где је снимљен филм. Покушава да убије Пола али не може то да уради. Онда зове госпођу Метјуз и говори јој истину о томе шта се десило њеној кћерки, у исто време тражећи од ње дозволу да науди човеку који је зато одговоран. Добија оно што жели и одмах се враћа - пиштољем пребија Пола на смрт и пали његово тело заједно са порнографијом у Томовима колима. Онда налази Машину код његове куће користећи болничке податке и чињеницу да га је Том ранио током свог бекства из складишта. Борба Машине и Тома се завршава тако што Машина гине, али пре тога је разоткривен. Испод маске је прилично неупадљив, дебео, ћелав човек који пита Тома: „Шта си очекивао? Чудовиште?"
Пошто се Том врати својој породици, добија писмо од Госпође Метјуз. Она му се захваљује за новац који јој је послао и завршава писмо речима „Мрзела сам те што си ми рекао истину, али сада схватам да смо ти и ја вероватно једини људи који за бринули о Мери Ен."
Мото: Не можеш бити спреман за место где ће те истина одвести.